# رضبة محدبة الأزهار
رَضَبَة محدبة الأزهار هو نوع من النباتات المزهرة من جنس رضبة في الفصيلة المخلدية. يوجد في المكسيك واغوتمالة.  ازهرارها عثكولي التجميع محجن الفروع. أزهارها حدبة بيضاء قرمزية الأطراف.

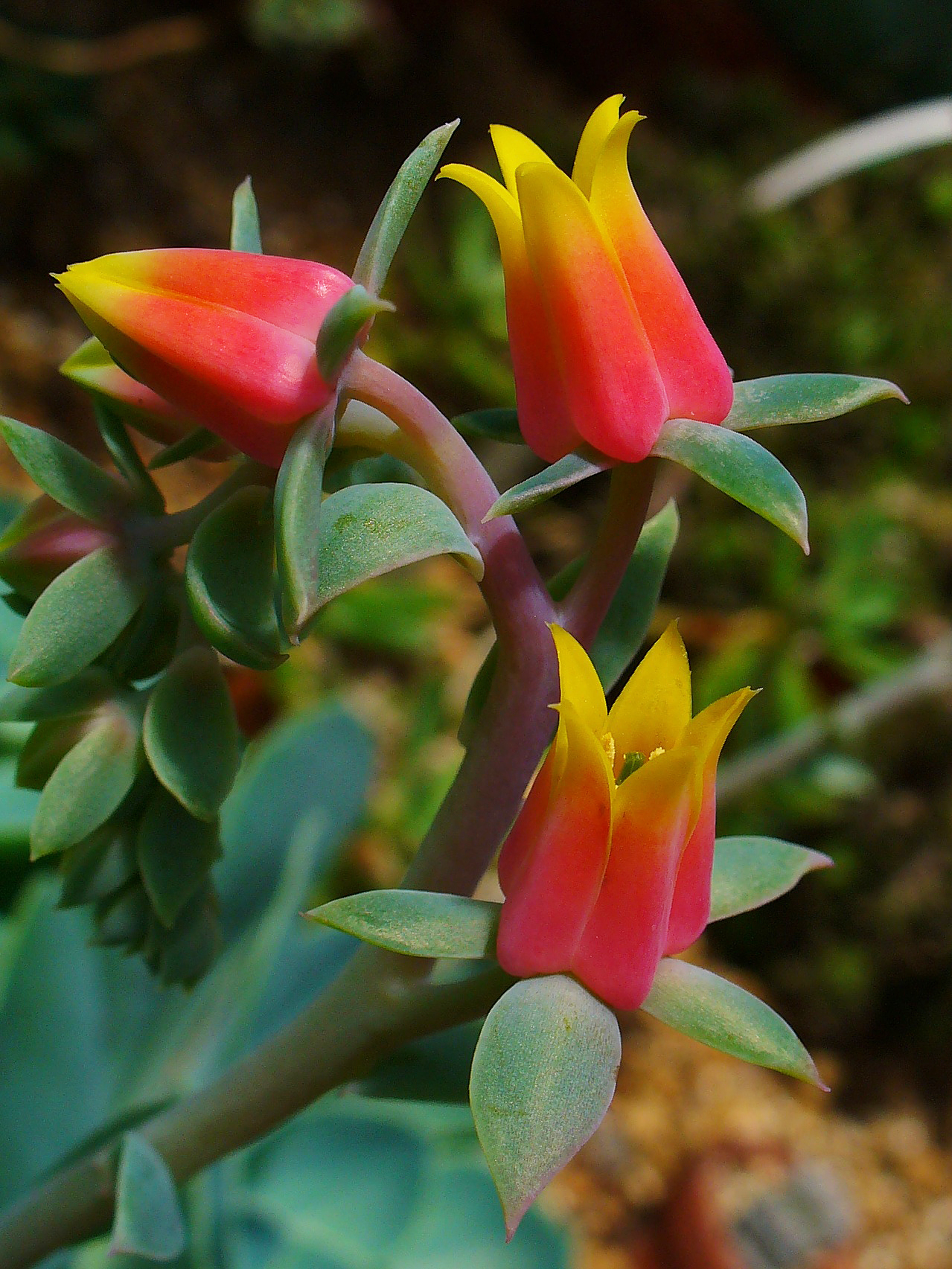
زهور